# Estádio Municipal Marcelino de Souza
Estádio Municipal Marcelino de Souza – stadion piłkarski w Assis, w stanie São Paulo.